# Corethrogyne filaginifolia
Corethrogyne es un género monotípico de plantas herbáceas, perteneciente a la familia Asteraceae. Su única especie Corethrogyne filaginifolia, es nativa de Norteamérica occidental desde el extremo sudoeste de Oregón a través de California hasta Baja California, donde es un miembro común de las comunidades vegetales, entre ellos en el chaparral y los bosques, selvas, matorrales, pastizales y los suelos de serpentina.

## Descripción
Corethrogyne filaginifolia se trata de una hierba perenne robusta o subarbusto que produce un simple tallo ramificado de  aproximadamente 1 metro de  altura. Las hojas son densamente lanudas de varios centímetros de largo y dentados o lobulados bajo en el tallo y menor más arriba en el tallo.
La inflorescencia tiene una sola cabeza de flor o una matriz de varias cabezas en las puntas de las ramas del tallo. La cabeza está llena de estrechos y puntiagudos filarios, de color púrpura. Dentro hay muchas flores liguladas de color púrpura, lavanda, rosa o blanco  y un centro repleto de hasta 120 floretes tubulares en el disco amarillo. El fruto es un aquenio con un vilano de pelos rojizos en la parte superior.

## Taxonomía
Corethrogyne filaginifolia fue descrita por (Hook. & Arn.) Nutt. y publicado en Transactions of the American Philosophical Society, new series, 7: 290. 1840.
Sinonimia
- Corethrogyne flagellaris Greene
- Corethrogyne floccosa Greene
- Corethrogyne incana (Lindl.) Nutt.
- Corethrogyne lavandulacea Greene
- Corethrogyne leucophylla (Lindl. ex DC.)
- Corethrogyne linifolia (H.M.Hall) Ferris
- Corethrogyne obovata Benth.
- Corethrogyne racemosa Greene
- Corethrogyne rigida (Benth.) A.Heller
- Corethrogyne scabra Greene
- Corethrogyne sessilis Greene
- Corethrogyne spathulata A.Gray
- Corethrogyne tomentella (Hook. & Arn.) Torr. & A.Gray
- Corethrogyne virgata Benth.
- Corethrogyne viscidula Greene
- Lessingia filaginifolia (Hook. & Arn.) M.A.Lane
- Lessingia filaginifolia var. californica (DC.) M.A.Lane[3]